# 元世儁
元 世儁（げん せいしゅん、生没年不詳）は、北魏・東魏の皇族。

## 経歴
元嵩の次男として生まれた。給事中・東宮舎人に任じられた。伯父の元澄の働きかけにより、員外散騎常侍の位を受けた。孝明帝のとき、父の勲功により衛県開国男に封じられた。冠軍将軍・宗正少卿に転じた。また安南将軍・武衛将軍・河南尹となった。まもなく鎮東将軍・青州刺史に任じられ、征東将軍に転じ、散騎常侍の位を加えられた。528年（建義元年）、邢杲が反乱を起こして、青州の州城を包囲すると、世儁は城を固めて守り抜いた。孝荘帝のとき、衛将軍・吏部尚書に任じられた。530年（永安3年）、爾朱兆が洛陽に向けて進軍してくると、世儁は本官のまま都督に任じられて、河橋を守った。爾朱兆が黄河の北岸に迫ると、世儁には抵抗する意志がなく、その渡河を見送った。前廃帝のとき、驃騎将軍の位を受け、尚書をつとめて、爾朱世隆と親しかった。孝武帝の初年、儀同三司の位を受け、武陽県開国子に改封された。人事の官にあって収賄すること多く、御史中尉の弾劾を受けて免官された。まもなくもとの職に戻った。東魏の初年、侍中・尚書右僕射に任じられ、尚書令に転じた。世儁は軽薄な性格で、仕事をよく放棄したため、晋陽に送られた。興和年間、死去した。侍中・都督冀定瀛殷四州諸軍事・驃騎大将軍・太傅・定州刺史の位を追贈された。諡は躁戻といった。

## 子女
- 元景遠（後嗣、散騎侍郎）
- 元景献

## 伝記資料
- 『魏書』巻19中 列伝第7中
- 『北史』巻18 列伝第6